# Laboe
Laboe egy község Németországban, Schleswig-Holstein szövetségi tartományban.

## Elhelyezkedése
Laboe 19 km-re van Schleswig-Holstein tartomány fővárosától, Kieltől. A kieli Balti-tengert és Északi-tengert összekötő csatorna legkeletibb pontján elhelyezkedő település. Manapság gyakorlatilag a tartományi főváros Kiel távoli külvárosa, ugyanakkor a „Probstei”-nak nevezett régió egyik jellegzetes tengerparti települése.

## Története
Laboe-t először mint szláv halászfalut említik az 1200-as évek előtt. 1240-ben először említik oklevélben. A település neve ószlávul „hattyú”, az állat a mai napig is a település címere.